# Campionati europei di nuoto 2010 - 400 metri stile libero femminili
Le qualifiche per la finale si sono svolte la mattina del 15 agosto 2010, mentre la finale si è svolta la sera dello stesso giorno.

## Medaglie
| Posizione | Atleta                  | Paese       |
| --------- | ----------------------- | ----------- |
| Oro       | Rebecca Adlington       | Regno Unito |
| Argento   | Ophelie Cyriell Etienne | Francia     |
| Bronzo    | Lotte Friis             | Danimarca   |

## Record
Prima della manifestazione il record del mondo (RM), il record europeo (EU) e il record dei campionati (RC) erano i seguenti.
| Record mondiale       | 3'59"15 | Federica Pellegrini Italia | 26 luglio 2009 Roma, Italia          |
| Record europeo        | 3'59"15 | Federica Pellegrini Italia | 31 luglio 2009 Roma, Italia          |
| Record dei campionati | 4'01"53 | Federica Pellegrini Italia | 24 marzo 2008 Eindhoven, Paesi Bassi |

Durante la competizione non sono stati migliorati record.

## Risultati batterie
| Pos. | Atleta                   | Nazionalità | Tempo       | Batteria    | Corsia      | Note        |
| ---- | ------------------------ | ----------- | ----------- | ----------- | ----------- | ----------- |
| 1    | Rebecca Adlington        | Regno Unito | 4:07.95     | 4           | 5           |             |
| 2    | Patricia Castro Ortega   | Spagna      | 4:09.35     | 3           | 6           |             |
| 3    | Lotte Friis              | Danimarca   | 4:09.56     | 2           | 5           |             |
| 4    | Joanne Jackson           | Regno Unito | 4:10.09     | 4           | 3           |             |
| 5    | Camelia Alina Potec      | Romania     | 4:10.12     | 2           | 6           |             |
| 6    | Jazmin Carlin            | Regno Unito | 4:10.23     | 3           | 5           |             |
| 7    | Coralie Balmy            | Francia     | 4:10.50     | 3           | 4           |             |
| 8    | Ophélie-Cyrielle Étienne | Francia     | 4:11.20     | 3           | 3           |             |
| 9    | Camille Muffat           | Francia     | 4:11.40     | 2           | 4           |             |
| 10   | Erika Villaécija         | Spagna      | 4:11.62     | 2           | 2           |             |
| 11   | Melanie Costa Schmid     | Spagna      | 4:11.84     | 4           | 6           |             |
| 12   | Grainne Murphy           | Irlanda     | 4:14.09     | 4           | 1           |             |
| 13   | Joerdis Steinegger       | Austria     | 4:14.57     | 3           | 1           |             |
| 14   | Nina Cesar               | Slovenia    | 4:14.96     | 2           | 7           |             |
| 15   | Ágnes Mutina             | Ungheria    | 4:15.01     | 2           | 3           |             |
| 16   | Sasha Matthews           | Regno Unito | 4:15.80     | 4           | 2           |             |
| 17   | Valeriya Podlesna        | Ucraina     | 4:17.93     | 1           | 6           |             |
| 18   | Elena Sokolova           | Russia      | 4:18.26     | 3           | 7           |             |
| 19   | Jaana Ehmcke             | Germania    | 4:18.89     | 3           | 2           |             |
| 20   | Sharon Van Rouwendaal    | Paesi Bassi | 4:18.94     | 1           | 5           |             |
| 21   | Vivien Kadas             | Ungheria    | 4:19.82     | 2           | 1           |             |
| 22   | Katarina Filova          | Slovacchia  | 4:21.08     | 1           | 7           |             |
| 23   | Amalie Emma Thomsen      | Danimarca   | 4:21.44     | 4           | 7           |             |
| 24   | Stina Gardell            | Svezia      | 4:23.46     | 1           | 1           |             |
| 25   | Anna Lengyel             | Ungheria    | 4:23.91     | 1           | 2           |             |
| 26   | Yesim Giresunlu          | Turchia     | 4:24.30     | 1           | 3           |             |
| 27   | Dora Kiss                | Ungheria    | 4:26.69     | 3           | 8           |             |
|      | Cecilie Johannessen      | Norvegia    | non partita | non partita | non partita | non partita |
|      | Federica Pellegrini      | Italia      | non partita | non partita | non partita | non partita |
|      | Chiara Masini Luccetti   | Italia      | non partita | non partita | non partita | non partita |
|      | Tjaša Oder               | Slovenia    | non partita | non partita | non partita | non partita |

## Finale
| Pos. | Atleta                   | Nazionalità | Corsia | Tempo   | Note |
| ---- | ------------------------ | ----------- | ------ | ------- | ---- |
|      | Rebecca Adlington        | Regno Unito | 4      | 4:04.55 |      |
|      | Ophélie-Cyrielle Étienne | Francia     | 1      | 4:05.40 |      |
|      | Lotte Friis              | Danimarca   | 3      | 4:07.10 |      |
| 4    | Camelia Alina Potec      | Romania     | 2      | 4:07.81 |      |
| 5    | Joanne Jackson           | Regno Unito | 6      | 4:09.14 |      |
| 6    | Coralie Balmy            | Francia     | 7      | 4:09.72 |      |
| 7    | Erika Villaécija         | Spagna      | 8      | 4:09.73 |      |
| 8    | Patricia Castro Ortega   | Spagna      | 5      | 4:10.11 |      |